# تپه کور قلاع
تپه کور قلاع مربوط به دوران‌های تاریخی پس از اسلام است و در شهرستان دماوند، روستای آرو واقع شده و این اثر در تاریخ ۱۷ اسفند ۱۳۸۱ با شمارهٔ ثبت ۷۶۲۲ به‌عنوان یکی از آثار ملی ایران به ثبت رسیده است.